# Aistė Diržiūtė

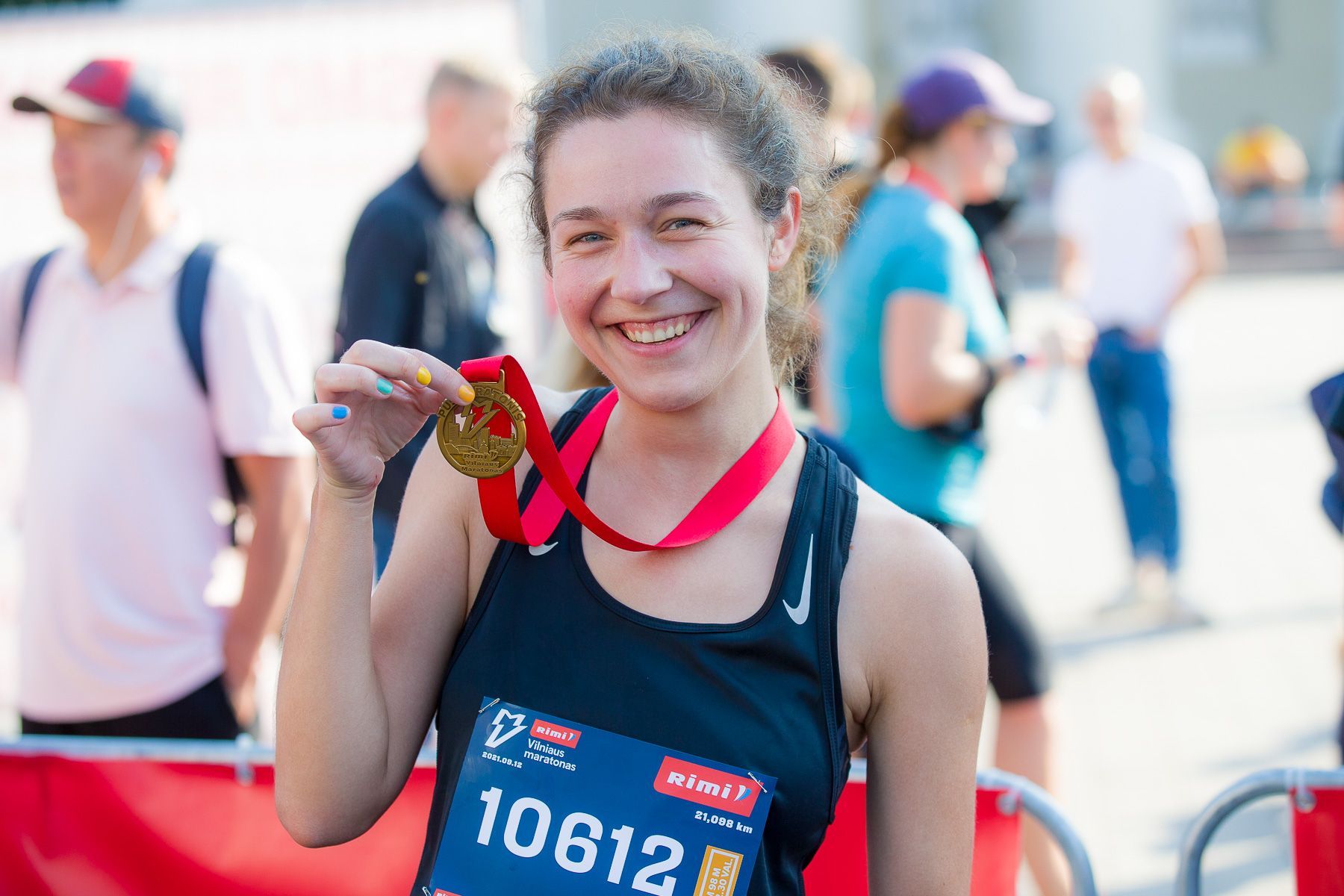
Aistė Diržiūtė als Teilnehmerin des Vilnius-Marathons

Aistė Diržiūtė (* 18. Oktober 1991 in Vilkaviškis) ist eine litauische Schauspielerin.

## Leben
Diržiūtė besuchte von 1998 bis 2005 eine Musikschule. 2010 zog sie nach Vilnius, wo sie ein Jahr Musik an der dortigen Litauischen Musik- und Theaterakademie studierte. Während ihres Studiums übernahm sie erste schauspielerische Tätigkeiten in Werbespots und Fernsehserien.
Sie war in Spielfilmen wie Der Sommer von Sangailé, Jack the Ripper – Eine Frau jagt einen Mörder oder The King’s Ring – Die letzte Schlacht zu sehen. 2019 hatte sie eine Nebenrolle in dem Kinofilm Men in Black: International.

## Filmografie
- 2013: Moteru laime (Fernsehserie)
- 2015: Der Sommer von Sangailé (Sangailes vasara)
- 2015: Deeper Upper: Unity (Kurzfilm)
- 2016: Back (Kurzfilm)
- 2016: Karaliu pamaina
- 2016: Jack the Ripper – Eine Frau jagt einen Mörder (Fernsehfilm)
- 2017: Kharms
- 2018: The King’s Ring – Die letzte Schlacht (Nameja gredzens)
- 2018: Ashes in the Snow
- 2019: Men in Black: International
- 2020: The Lawyer